# Landschaftsschutzgebiet Freiflächen im Lühlingsbachtal

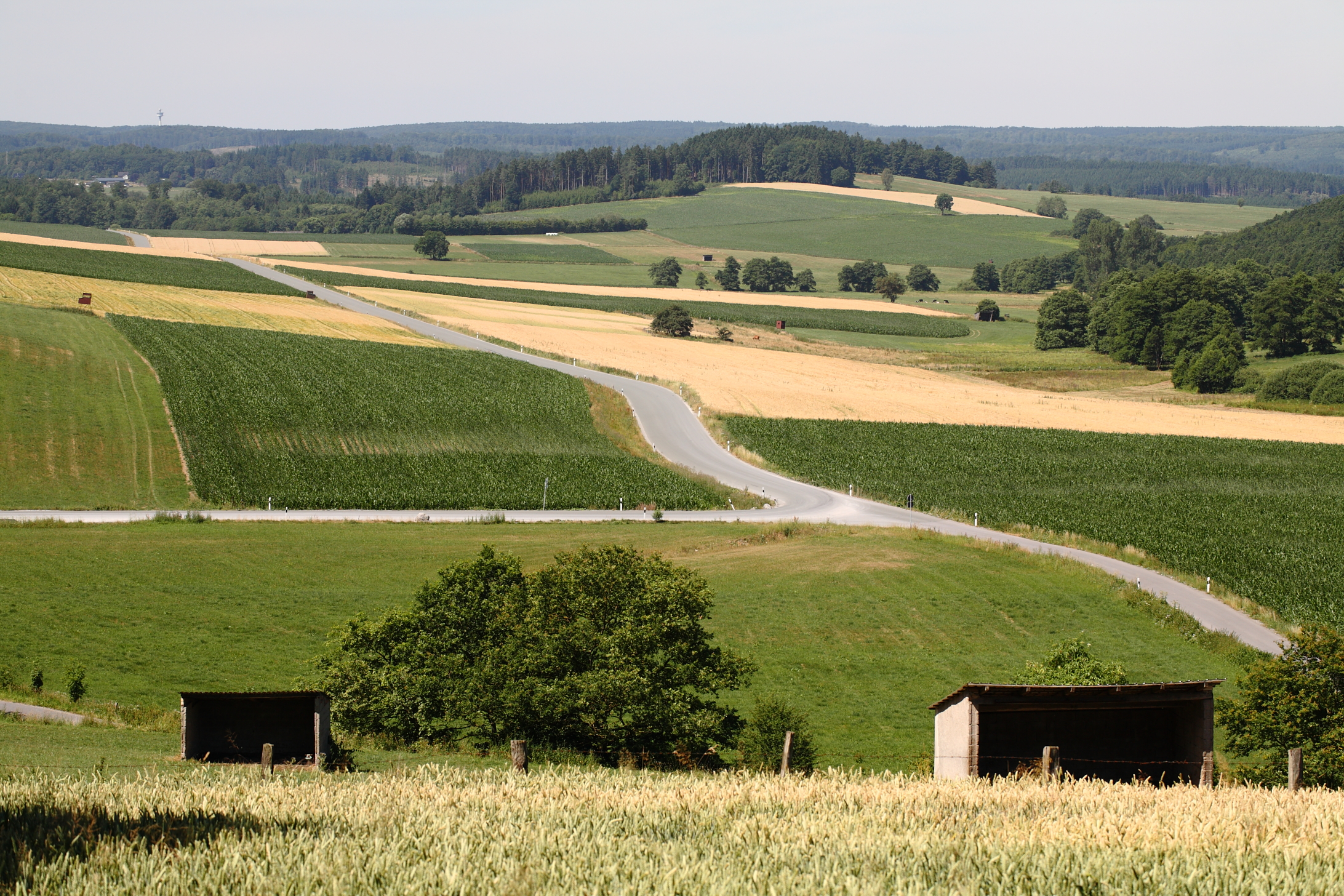
Blick von Osten ins Landschaftsschutzgebiet Freiflächen im Lühlingsbachtal

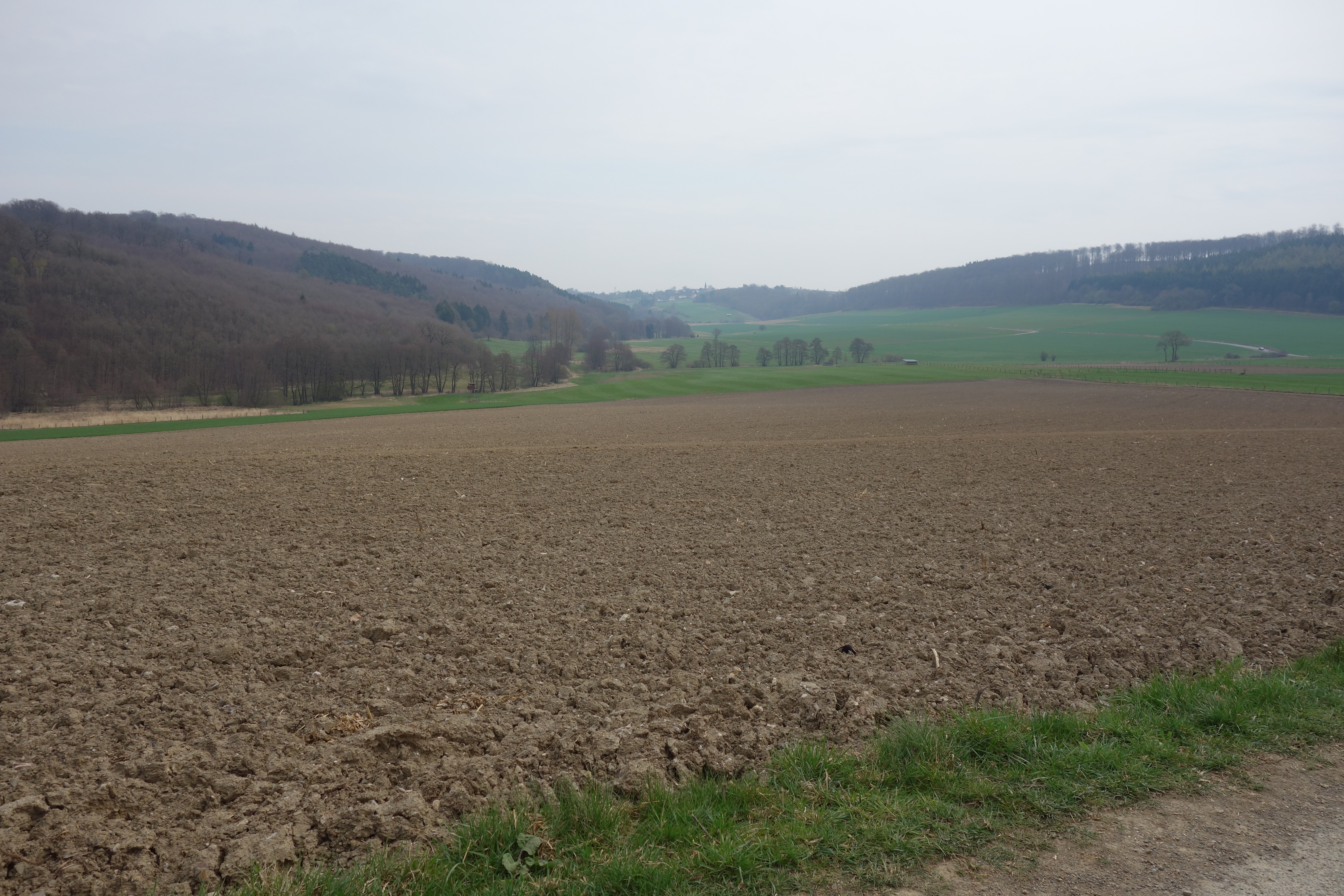
Blick von Westen ins Landschaftsschutzgebiet Freiflächen im Lühlingsbachtal (Waldflächen gehören nicht zum LSG)

Das Landschaftsschutzgebiet Freiflächen im Lühlingsbachtal mit 123,8 ha Größe liegt nordöstlich von Alme im Stadtgebiet von Brilon. Das Gebiet wurde 2002 vom Kreistag des Hochsauerlandkreises mit dem Landschaftsplan Hoppecketal als Landschaftsschutzgebiet (LSG) ausgewiesen. Das LSG wird durch die Bundesstraße 480 in zwei Teilflächen geteilt. Der Lühlingsbach selbst liegt im östlich angrenzenden Naturschutzgebiet Lühlingsbachtal.
Das Landschaftsschutzgebiet Freiflächen im Lühlingsbachtal wurde als eines von 22 Landschaftsschutzgebieten vom Typ B, Ortsrandlage, Landschaftscharakter, im Stadtgebiet von Brilon ausgewiesen. Im Stadtgebiet gibt es auch 4 Landschaftsschutzgebiete vom Typ A (Allgemeiner Landschaftsschutz) und 53 Landschaftsschutzgebiete vom Typ C (Wiesentäler und bedeutsames Extensivgrünland) mit anderen Auflagen.
Es handelt sich um Offenlandbereiche mit Grünland und Acker.

## Schutzzweck
Die Ausweisung erfolgte zur Sicherung der Vielfalt und Eigenart der Landschaft im Nahbereich der Ortslagen und der alten landwirtschaftlichen Vorranggebiete durch Offenhaltung.

## Rechtliche Vorschriften
Wie in den anderen Landschaftsschutzgebieten vom Typ B besteht im LSG ein Verbot der Erstaufforstung und der Anlage von Weihnachtsbaum-, Schmuckreisig- und Baumschul-Kulturen. Wie in allen Landschaftsplangebieten vom Typ B im Stadtgebiet von Brilon besteht das Gebot, das LSG durch landwirtschaftliche Nutzung oder durch Pflegemaßnahmen von einer Bewaldung freizuhalten.